# Ніж снів
Ніж снів (англ. Knife of Dreams) — одинадцятий роман з циклу «Колесо часу» (англ. The Wheel of Time) американського письменника Роберта Джордана в жанрі епічного фентезі. Роман опублікували видавництва Tor Books та Orbit, він побачив світ 11 жовтня 2005 року. Роман складається з пролога, 37 глав та епілогу.
Роман очолив список бестселерів газети «Нью-Йорк таймс». Пролог роману було опубліковано у вигляді окремої електронної книги за три місяці до публікації паперової книги. Частина прологу з'явилася у виданні «Нової весни» в паперовій обкладинці.

## Стислий зміст
Ранд аль-Тор дав відсіч орді тролоків та мирдаалів у битві, яка мало не закінчилася катастрофою, коли контроль над саїдіном захопив божевільний Льюз Терін у Рандовій голові. Потім він прибув на зустріч з Донькою дев'яти місяців, але виявилося, що то проклята Семірейдж, яка захопила владу серед шончан і організувала смерть імператриці. У битві з проклятою Ранд втратив руку. Захоплена в полон Семірейдж повідомляє, що психічний розлад, який дозволяє Ранду розмовляти з Льюзом Теріном, як правило фатальний.
Матрім Каутон дізнається, що Мварейн не загинула, а перебуває в полоні у аельфіннів та ельфіннів. Утікаючи з Альтари, він зустрічає свій Загін червоної руки, з допомогою якого він дає відсіч шончанському загонові, посланому вбити Туон. У бою використовується артилерія. Туон завершує процедуру одруження з Метом, дає йому титул Принца воронів. Разом вони повертаються в Ебу-Дар, де Туон розправляється зі зрадницею пані Сурот і бере шончан під свою владу. Фактично вона — нова імператриця.
Перрін у союзі з шончанами розбив шайдо й визволив свою дружину Фаїл. Залишки шайдо повертаються в Аїльську пустелю.
Егвейн аль-Вір попри приниження й тілесні покарання веде в Білій вежі підривну роботу проти Елайди. Айз-седай, як із Білої вежі, так і з Салідару, прибувають у Чорну вежу з метою утворити магічний зв'язок з аша'манами. 
Лоял одружився й виступив перед стедінгом, закликаючи огірів допомогти людям у війні з Темним. Галад Дамондред убиває Еамона Валду й очолює Дітей світла. Він вирішує битися на боці Ранда. Елейн Траканд офіційно стає королевою Андору.